# خون و شن (فیلم ۱۹۲۲)
«خون و شن» (انگلیسی: Blood and Sand) یک فیلم صامت در سبک رمانتیک به کارگردانی فرد نیبلو است که در سال ۱۹۲۲ منتشر شد.

## بازیگران
- رودولف والنتینو
- لیلا لی
- نیتا نالدی
- والتر لانگ
- لئو وایت
- دابلیو. ئی. لارنس
- جرج پریالت